# Struszewo
Struszewo est une localité polonaise de la gmina rurale de Borzytuchom située dans le powiat de Bytów en voïvodie de Poméranie. Elle se trouve à environ 12 km au nord-ouest de Bytów et 85 km à l'ouest de la capitale régionale Gdańsk.

## Géographie

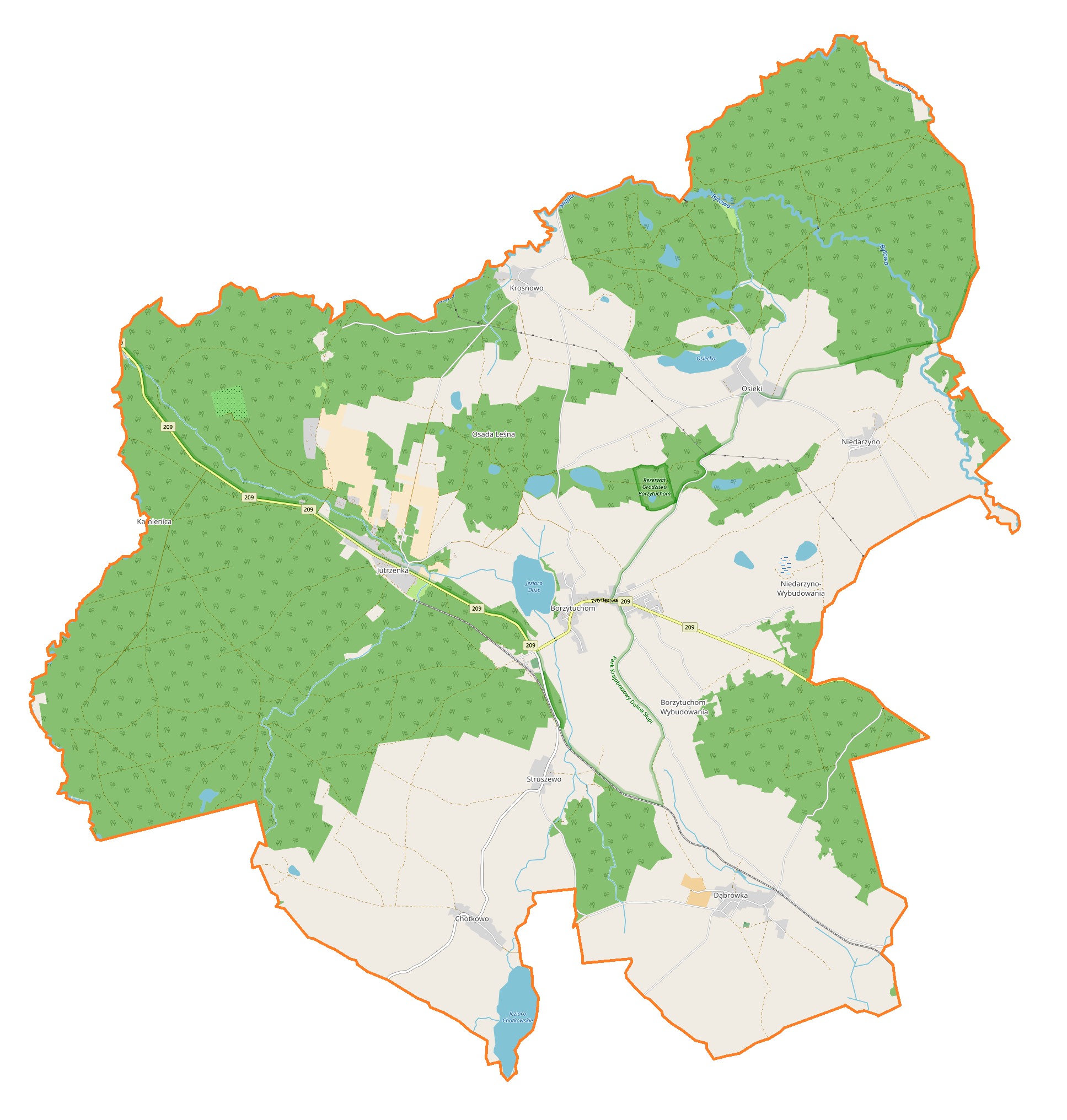
Carte de la gmina de Borzytuchom.